# اردوکشی شرقی جینمو

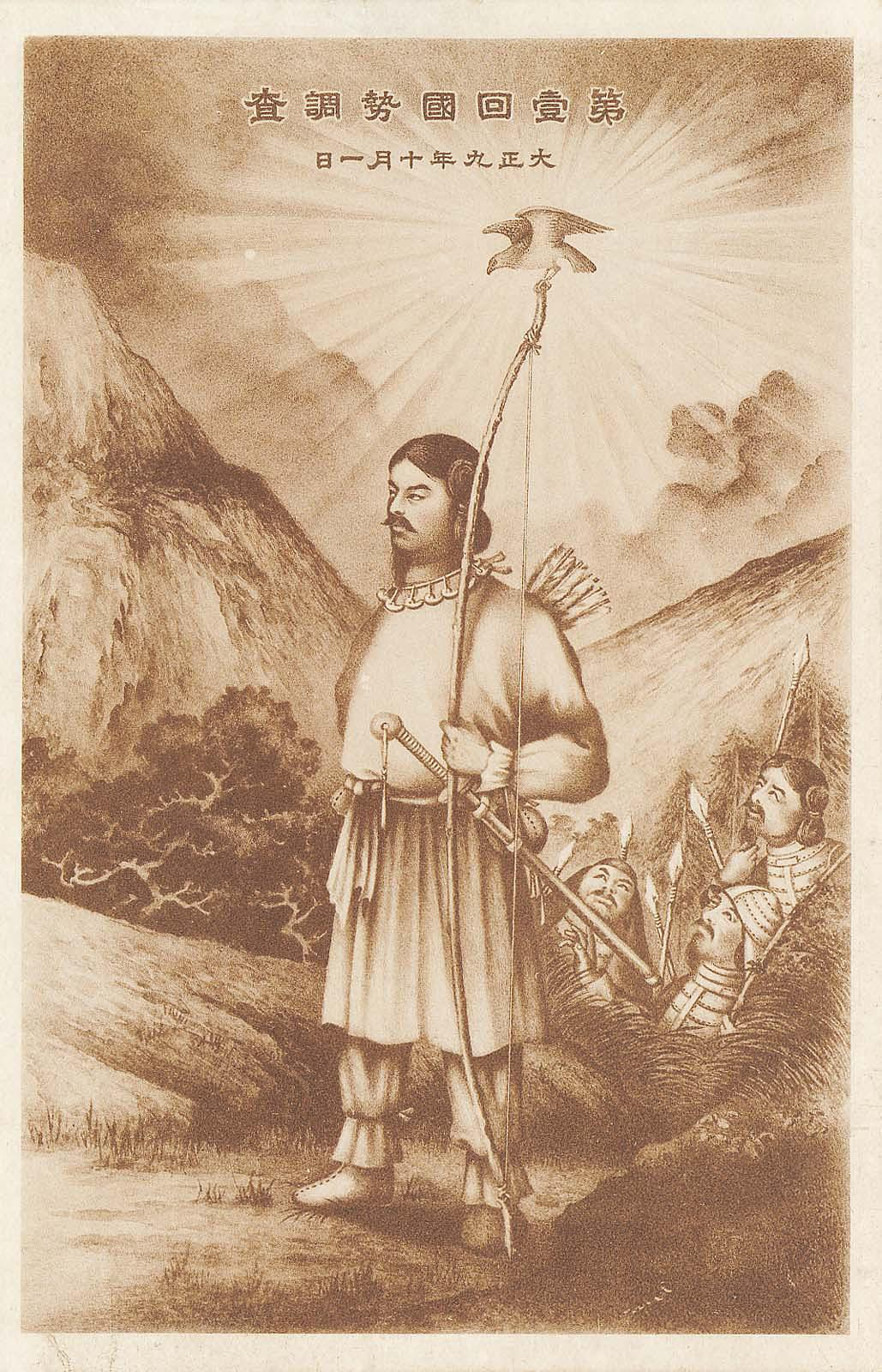
امپراتور جینمو روی جلد اولین سرشماری ملی، ۱۹۲۰.

اردوکشی شرقی جینمو (به ژاپنی: 神武東征, Jinmu tōsei)، به مجموعه ای از افسانه‌های ژاپنی اشاره دارد که در آن امپراتور جینمو پس از شکست دادن ناگاسونهیکو، که بر حوضه نارا و مناطق اطراف آن حکومت می‌کرد، پس از ترک ولایت هیوگا، اولین امپراتور ژاپن شد.

## نمای کلی

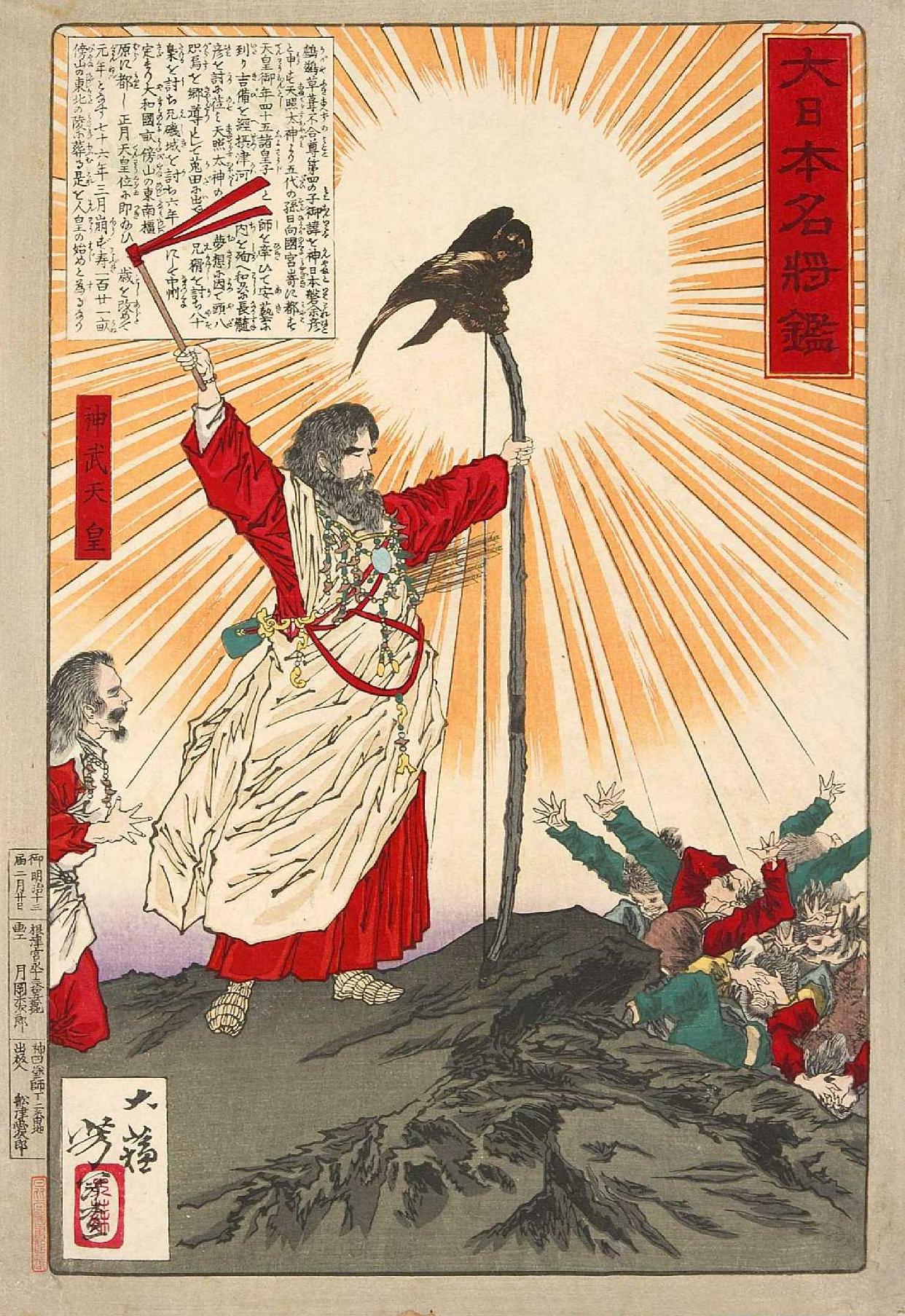
تصویر جینمو ریشو با کمان و بادبادک طلایی. این اثر هنری قرن نوزدهمی توسط تسوکی‌اوکا یوشی‌توشی است.

بر اساس تواریخ «کوجیکی» و «نیهون شوکی»، برادران جینمو در تاکاچیهو، میازاکی، بخش جنوبی کیوشو امروزه استان میازاکی به دنیا آمدند. آنها به سمت شرق حرکت کردند تا مکانی مناسب تر برای اداره کل کشور پیدا کنند. برادر بزرگتر جینمو، ایتسوسه نو میکوتو، در اصل مهاجرت را با کمک رئیس محلی سائو نتسوهیکو (根津日子) از طریق دریای داخلی ستو به سمت شرق رهبری کرد. هنگامی که به نانیوا (اوساکای امروزی) رسیدند، با یک رئیس محلی دیگر به نام ناگاسونهیکو (長髄彦) روبرو شدند و Iایتسوسه نو میکوتو در نبرد بعدی کشته شد. جینمو متوجه شد که آنها شکست خورده‌اند زیرا آنها به سمت شرق با خورشید می‌جنگند، بنابراین تصمیم گرفت برخلاف آنها در سمت شرق شبه‌جزیره کی فرود آید و به سمت غرب بجنگد. آنها به ناحیه کومانو رسیدند و به راهنمایی پرنده سه‌پا یاتاگاراسو (کلاغ هشت دهنه) به طرف ولایت یاماتو حرکت کردند. در آنجا بار دیگر با ناگاسونهیکو جنگیدند و پیروز شدند. آنچه در «نیهون شوکی» ثبت شده، بیان می‌کند که نیروهای مسلح جینمو گروهی از قوم امیشی (蝦夷) را قبل از به تخت نشستن او شکست دادند. امیشی‌های شناخته شده‌های تاریخی یک قومیت بودند که در هونشو، به ویژه منطقه منطقه توهوکو زندگی می‌کردند.
در یاماتو، نیگیهایاهی (邇芸速日)، ناگاسونهیکو که همچنین ادعا می‌کرد از خدایان تاکاماگاهارا تبار است، محافظت می‌شد. با این حال، هنگامی که نیگیهایاهی با جینمو آشنا شد، مشروعیت جینمو را پذیرفت. گفته می‌شود در آن نقطه، جینمو بر تاج و تخت ژاپن نشست. جینمو پس از بالا رفتن از کوه نارا؛ برای بررسی دریای داخلی ستو که بعد از آن را کنترل می‌کرد، اظهار داشت که شکل آن شبیه حلقه‌های «قلب» است که از جفت‌گیری آسیابک که به‌طور قدیمی «akitsu» 秋津 «آکیتسو» نامیده می‌شود، ساخته شده است. سپس یک پشه سعی کرد خون سلطنتی جیمو را بدزدد، اما از آنجایی که جیمو یک امپراتور متجسد خدا بود،  (現御神 آکیتسومیکامی)، یک سنجاقک پشه را کشت؛ بنابراین ژاپن نام‌های ژاپن جزایر سنجاقک یا آکیتسوشیما (秋津島) خود را دریافت کرد.
به گفته «کوجیکی»، جینمو در ۱۲۶ سالگی درگذشت. نام پسامرگ امپراتور در لغت به معنای «قدرت الهی» یا «خدا-جنگجو» است. به‌طور کلی تصور می‌شود که نام و شخصیت جینمو درست قبل از زمانی که افسانه‌های مربوط به منشأ دودمان یاماتو در «کوجیکی» شرح داده شد، به شکل فعلی خود تبدیل شده است. گزارش‌هایی وجود دارد که این افسانه‌ها زودتر از «کوجیکی» یا «نیهون شوکی» نوشته شده‌اند و نسخهٔ جایگزینی از داستان را ارائه می‌دهند. بر اساس آن روایت‌ها، دودمان جینمو با وجین جایگزین شد، که سلسله‌اش جایگزین کیتای شد. «کوجیکی» و «نیهون شوکی» سپس این سه سلسله افسانه‌ای را در یک شجره‌نامه طولانی و پیوسته ترکیب کردند.

## نظریه‌های مختلف

### نظریه کیوشوی شمالی
نقطه شروع اولیه اردوکشی جینمو ۹ استان شمالی بود. منطق به شرح زیر است.
- محل عزیمت به عنوان "هیوگو" ذکر شده است، نه "ولایت هیوگا ". در "نیهون شوکی"، نام ولایت هیوگا به امپراتور کیکو نسبت داده شده است، بنابراین می‌توانیم فرض کنیم که نام ولایت هیوگا در زمان اردوکشی جینمو هیوگا نبوده است. در «امپراتور چوآی»، هیوگا به عنوان «سرزمین خالی گوشت» و «سرزمین بی‌ثمر شاخ گوزن» نامیده می‌شود که نشان می‌دهد هیوگا سرزمینی بایر بوده است. ساخت کوفون (آرامگاه‌های تپه ای) در اواخر [[[سده چهارم (میلادی)]] یا سده پنجم (میلادی) آغاز شد، نشان می‌دهد که زمین «بایر» نبوده و بنابراین بعید به نظر می‌رسد. مکانی باشد که اردوکشی جینمو آز آنجا آغز شده باشد.[۶][کدام صفحه؟]